# Озерная (аэропорт)
Аэропорт «Озерная» — региональный аэропорт, расположен на восточной окраине села Запорожье на правом берегу реки Озерная в Усть-Большерецком районе Камчатского края. Обеспечивает регулярное авиасообщение населенных пунктов южной части района (поселок Озерновский, село Запорожье, поселок Паужетка) с региональным центром.

## Принимаемые типыВС
Ан-2, Ан-28, Л-410, Як-40 и др. типы ВС 3-4 класса, вертолёты всех типов. 